# Campionat de la República de futbol de Corea del Nord
El Campionat de la República de futbol de Corea del Nord o Campionat Nacional de futbol de Corea del Nord (Hangul: 공화국선수권대회; Hanja: 共和國選手權大會) és una competició de futbol de Corea del Nord.

## Història
Es disputa des de 1972, durant els mesos de setembre i octubre. Aquest campionat es disputa en format de copa.

## Historial
Font:
- 1972-2000: Desconegut
- 2001: 4.25 Sports Club[4]
- 2002-2003: Desconegut
- 2004: Pyongyang City Sports Club[5]
- 2005: Desconegut
- 2006: 4.25 Sports Club[6][7]
- 2007: Amrokgang Sports Club[8][9]
- 2008: Amrokgang Sports Club
- 2009: Kyonggongop Sports Group[a][10]
- 2010: No es disputà
- 2011: 4.25 Sports Club[11]
- 2012-2018: Desconegut
- 2019: Ryomyong Sports Club[12]